# Centro AgroAlimentare di Bologna
Il Centro AgroAlimentare di Bologna (CAAB) è un consorzio con sede a Bologna, operativo nel settore agroalimentare.

## Organizzazione
È costituito da enti pubblici locali e territoriali, associazioni economiche e di categoria, istituti di credito e operatori del settore.
- Comune di Bologna (80,04%).
- Camera di commercio di Bologna (7,57%).
- Regione Emilia-Romagna (6,12%).
- Provincia di Bologna (1,54%).
- Istituti di credito (3,32%).
- Operatori ortofrutticoli (1,10%).
- Associazioni economiche di categoria (0,31%).

L'attuale presidente del CAAB è Andrea Segrè, mentre la Direzione generale è affidata ad Alessandro Bonfiglioli.

## Struttura
Il CAAB si estende su un'area di quasi 500.000 m², e comprende diverse strutture:
- Mercato ortofrutticolo
- Piattaforma logistica
- Piattaforma surgelati
- Punti vendita

## Fabbrica Italiana Contadina
La Fabbrica Italiana Contadina (F.I.CO.) è stato un parco a tema ospitato all'interno della struttura, nato dalla collaborazione tra CAAB e Eataly, consistente in uno spazio di circa 100.000 m² dedicato all'esposizione e commercializzazione di prodotti agroalimentari. Il parco, dopo alterne vicende e uno scarso successo di pubblico, ha chiuso l'attività nel 2024.